# Moncada
Moncada (hiszp.), Montcada (wal.) – gmina w Hiszpanii, w prowincji Walencja, we wspólnocie autonomicznej Walencja, o powierzchni 15,89 km². W 2011 roku liczyła 21 953 mieszkańców.
Do 2024 roku gmna nosiła wyłącznie hiszpańską (kastylijską) nazwę Moncada. Na mocy dekretu Generalitat Valenciana z 29 października 2024 r. zrównano z nią nazwę katalońską (walencką) Montcada – formalnie w wersji „Montcada/Moncada”.